# Eurocypria Airlines

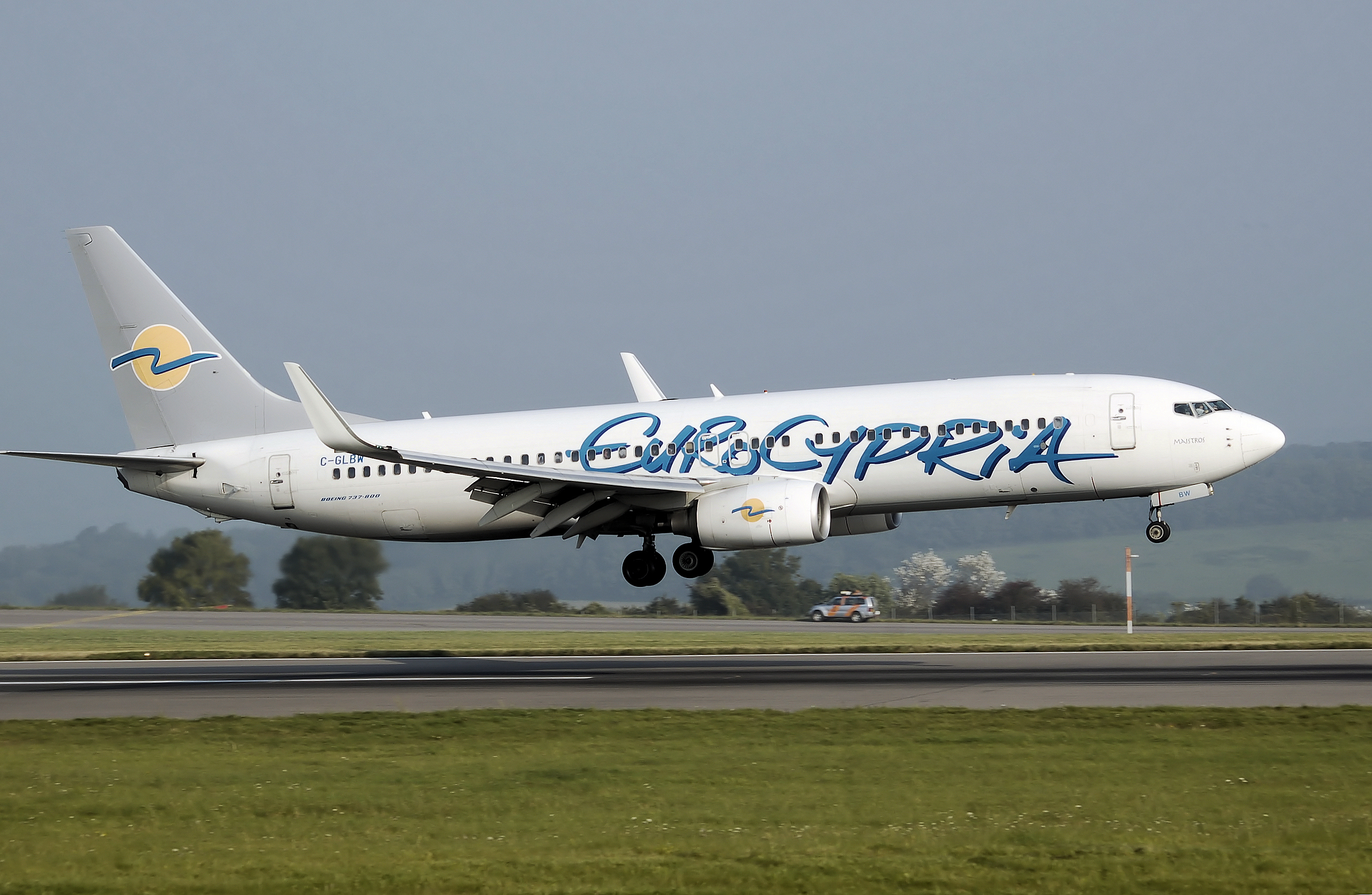
Boeing 737 d'Eurocypria Airlines

EuroCypria Airlines était une compagnie aérienne chypriote.

## Destinations
EuroCypria Airlines dessert principalement l'Allemagne au départ de Paphos et de Larnaca.
La flotte de la compagnie est composée de Boeing 737-800.